# 18e cérémonie des Los Angeles Film Critics Association Awards
La 18e cérémonie des Los Angeles Film Critics Association Awards (LAFCA Awards), décernés par la Los Angeles Film Critics Association, a eu lieu le 12 décembre 1992, et a récompensé les films réalisés dans l'année.

## Palmarès
Note : la LAFCA décerne deux prix dans chaque catégorie ; le premier prix est indiqué en gras.

### Meilleur film
- Impitoyable (Unforgiven)
  - The Player

### Meilleur réalisateur
- Clint Eastwood pour Impitoyable (Unforgiven)
  - Robert Altman pour The Player

### Meilleur acteur
- Clint Eastwood pour son rôle dans Impitoyable (Unforgiven)
  - Denzel Washington pour son rôle dans Malcolm X

### Meilleure actrice
- Emma Thompson pour son rôle dans Retour à Howards End (Howards End)
  - Alfre Woodard pour son rôle dans Passion Fish

### Meilleur acteur dans un second rôle
- Gene Hackman pour son rôle dans Maris et Femmes (Husbands and Wives)
  - Sydney Pollack pour ses rôles dans Maris et Femmes (Husbands and Wives), The Player et La mort vous va si bien (Death Becomes Her)

### Meilleure actrice dans un second rôle
- Judy Davis pour son rôle dans Maris et Femmes (Husbands and Wives)
  - Miranda Richardson pour ses rôles dans Avril enchanté (Enchanted April), Fatale (Damage) et The Crying Game

### Meilleur scénario
- Impitoyable (Unforgiven) – David Webb Peoples
  - The Crying Game – Neil Jordan

### Meilleure photographie
- Épouses et Concubines (Dà Hóng Dēnglóng Gāogāo Guà) – Zhao Fai
  - Impitoyable (Unforgiven) – Jack N. Green

### Meilleure musique de film
- Fatale (Damage) – Zbigniew Preisner
  - Et au milieu coule une rivière (A River Runs Through It) – Mark Isham

### Meilleur film en langue étrangère
- The Crying Game  Royaume-Uni
  - Épouses et Concubines (Dà Hóng Dēnglóng Gāogāo Guà)  Chine  Hong Kong  Taïwan

### Meilleur film d'animation
- Aladdin

### Meilleur film documentaire
(ex æquo)
- Hotet de Stefan Jarl
- Black Harvest de Bob Connolly et Robin Anderson

### New Generation Award
- Carl Franklin pour son film Un faux mouvement (One False Move)

### Career Achievement Award
- Budd Boetticher

### Experimental/Independent Film/Video Award
- Sadie Benning – It Wasn't Love